# New Blood Rising
WCW New Blood Rising è stato un pay-per-view della WCW, in sostituzione dell'evento Road Wild. Ne andò in onda una sola edizione, datata 13 agosto 2000, che si tenne al Pacific Coliseum di Vancouver. Il nome è un riferimento alla stable The New Blood.

## Risultati
| N. | Risultati | Stipulazione | Durata |
| -- | --- | --- | ------ |
| 1  | 3 Count (Evan Karagias, Shannon Moore & Shane Helms) (con Tank Abbott) sconfiggono The Jung Dragons (Kaz Hayashi, Jamie-San & Yun Yang)                                                | Ladder match | 11:32  |
| 2  | Ernest Miller sconfigge The Great Muta | Single match | 6:47   |
| 3  | Buff Bagwell sconfigge Kanyon | Judy Bagwell on a Forklift match                                                                                               | 6:45   |
| 4  | KroniK (Brian Adams & Bryan Clark) (c) sconfiggono The Perfect Event (Shawn Stasiak & Chuck Palumbo), Sean O'Haire & Mark Jindrak, Misfits In Action (General E. Rection & Cpl. Cajun) | Four Corners match per il WCW World Tag Team Championship con Disco Inferno, Tygress e Rey Misterio, Jr. come arbitri speciali | 12:22  |
| 5  | Billy Kidman sconfigge Shane Douglas (con Torrie Wilson) | Strap match | 8:22   |
| 6  | Major Gunns sconfigge Miss Hancock | Mud Rip off the Clothes match                                                                                                  | 6:43   |
| 7  | Sting sconfigge The Demon | Single match | 0:52   |
| 8  | Lance Storm (c) sconfigge Mike Awesome | Canadian Rules match per il WCW United States Heavyweight Championship con Jacques Rougeau come arbitro speciale               | 11:28  |
| 9  | The Dark Carnival (Vampiro & The Great Muta) sconfiggono KroniK (Brian Adams & Bryan Clark) (c)                                                                                        | Tag team match for the WCW World Tag Team Championship                                                                         | 9:06   |
| 10 | Kevin Nash sconfigge Goldberg e Scott Steiner (con Midajah) | Triple Threat match | 10:48  |
| 11 | Booker T (c) sconfigge Jeff Jarrett | Single match per il WCW World Heavyweight Championship                                                                         | 14:54  |

## Accoglienza
Nel 2007, a posteriori Arnold Furious di 411Mania diede all'evento un punteggio di 2.5 [pessimo], scrivendo: "Ora sono arrivato al punto di non riuscire più a guardare nessuno show organizzato da Russo. Così, questo è il mio ultimo "ripasso" WCW. Avevo programmato di guardarli tutti ma è un tale spreco di tempo e di energia ed è così deprimente che preferisco fare altro. Qualsiasi altra cosa. Grazie per i ricordi WCW... marcisci all'inferno."